# Lao Lishi
Lao Lishi (förenklad kinesiska: 劳丽诗; traditionell kinesiska: 勞麗詩; pinyin: Láo Lìshī), född den 12 december 1987 i Zhanjiang, är en kinesisk simhoppare.
Hon tog OS-guld i synkroniserade höga hopp i samband med de olympiska simhoppstävlingarna 2004 i Aten.